# فیبی اسنتسینگر
فیبی اسنتسینگر نی بورنت (به انگلیسی: Phoebe Snetsinger)؛ (۹ ژوئن ۱۹۳۱ – نوامبر ۲۳، ۱۹۹۹) یک پرنده‌نگر معروف اهل آمریکا بود که برای دیدن و مستند کردن ۸٬۳۹۸ گونه مختلف پرنده شناخته می‌شود او اولین کسی است که در طول تاریخ موفق به دیدن بیش از ۸۰۰۰ گونه پرنده شده است.
فیبی اسنتسینگر پس از ۱۹۸۱ زمانی که تشخیص داده شد به سرطان مبتلا شده به پرنده‌نگری روی آورد. در سال‌های بعد، او مناطق مختلف جهان را برای گونه‌ای از یک پرنده مبهم یا ناشناخته درنوردید و در نهایت بالاترین تعداد گونه پرنده را در جهان مشاهده کرد. برخی از پرندگان قابل توجه و نادر توسط او دیده شد.
فیبی اسنتسینگر در کتاب خاطراتش با نام «پرنده‌نگری در زمان قرض گرفته شده» (به انگلیسی: Birding on Borrowed Time) به بررسی این دستاورد پرداخته است. این زن جستجوگر برای پیدا کردن پرندگان در زیستگاه‌های خود چندین بار به اطراف و اکناف جهان سفر کرد.

## افتخارات
در سال ۱۹۹۴ نام او به عنوان «پیشرو پرنده‌نگری در جهان» در کتاب گینس ثبت شد.
در سال ۱۹۹۵ مصاحبه در خانه خود در شهر وبستر گرووز در میزوری «اسنتسینگر گفت یک پرنده‌نگر باتحربه ممکن است ۲۰۰ گونه جدید را در یک هفته مشاهده کند چنانچه او یک سال چنین کرده است اما به سرعت این توانایی افت می‌کند چرا که تقریباً همه گونه‌های رایج را دیده است.» او تصدیق کرد که «دارنده رکورد جهانی کنونی با بیش از ۸۰۰۰ گونه پرنده» است.
در سال ۱۹۹۹ در کتاب رکوردهای گینس نوشته شد: «فیبی اسنتسینگر ۸٬۰۴۰ پرنده از ۹٬۷۰۰ گونه پرنده شناخته شده را از سال ۱۹۶۵ مشاهده کرده است».
در سال ۲۰۱۰ او به عنوان یکی از دو نفری که تا کنون موفق به دیدن بیش از ۸۰۰۰ گونه از پرندگان شده‌اند معرفی شد.
موتور جستجوی گوگل در ۹ ژوئن ۲۰۱۶ به افتخار فیبی اسنتسینگر در ۸۵مین سالروز تولد او گوگل دودل صفحه اصلی خود را در مناطقی از جهان تغییر داد.

## درگذشت
در ۲۳ نوامبر سال ۱۹۹۹ اتومبیل فیبی اسنتسینگر در یک سفر پرنده‌نگری در ماداگاسکار واژگون و او درجا کشته شد. آخرین پرنده‌ای که او قبل از این حادثه مشاهده کرد وانگای شانه‌سرخ بود که تنها دو سال قبل از آن در سال ۱۹۹۷ به عنوان گونه‌ای جدید شناسایی شده بود.